# David Henen
David Henen, né le 19 avril 1996 à Libramont-Chevigny en Belgique, est un footballeur international togolais, d'origine belge, qui joue au poste d'attaquant au Đà Nẵng Club.

## Biographie

### En club
Début août 2025, David Henen s'engage dans le cadre d'un transfert libre avec le club vietnamien du Đà Nẵng Club et découvre ainsi un sixième pays après ses passages en Belgique, en France, en Grèce, en Angleterre et au Kazakhstan.

### En sélections nationales
Il est convoqué pour disputer les matches de qualification pour la CAN 2021 avec le Togo.

## Palmarès

### En club
|  |  | RSC Anderlecht -19 ans - Tournoi de Viareggio (1) : - Vainqueur : 2013. |  | Everton FC -23 ans - Championnat d'Angleterre -23 ans (1) : - Champion : 2017. |